# De wiedster
De wiedster is een artistiek kunstwerk staande in Amsterdam Nieuw-West.
Dit beeld is gemaakt door Hans IJdo. Hij gaf een vrouw weer, die bezig is haar tuin te wieden. Het staat op het complex van "Vereniging Amateur Tuinders" aan de Lies Bakhuyzenlaan in wijk Sloten. Het beeld stamt uit 1958 en werd gemaakt/aangeschaft vanwege de opening van het tuinhuisjescomplex. Het werd overgedragen aan de gemeente Amsterdam, maar staat in 2022 schoongemaakt en al op het complex. Het werd op 28 juni 1958 onthuld door wethouder Goos van ‘t Hull. 